# Durrant Brown
Durrant Brown (* 8. Juli 1964) ist ein ehemaliger jamaikanischer Fußballspieler. Sein Spitzname war Tatty. 

## Leben
Als Defensivspieler war Durrant Brown fast seine gesamte Fußballer-Laufbahn für FC Wadadah aktiv und galt seinerzeit als einer der besten Verteidiger des Landes. Als Nationalspieler Jamaikas kam er in 107 Länderspielen auf zwei Tore und nahm an der Fußball-Weltmeisterschaft 1998 in Frankreich teil, der bisher einzigen WM-Teilnahme Jamaikas.
Nach der WM im Jahr 1998 verunglückte Durrant Brown gemeinsam mit seinen Teamkameraden Theodore Whitmore und Stephen Malcolm bei einem Autounfall, wobei Brown sich schwere Verletzungen zuzog und seine Karriere beendete. Whitmore und Malcolm gerieten drei Jahre später wieder in einen schweren Autounfall, bei dem Stephen Malcolm starb.